# ملعب ليونيل روبرتس بارك
ملعب ليونيل روبرتس بارك هو ملعب متعدد الاستخدام يقع في مدينة شارلوت أمالي في الجزر العذراء الأمريكية. غالبا ما يتم استخدامه لمباريات كرة القدم. يسع الملعب لجلوس 9 آلاف متفرج.